# Tortue des bois
Glyptemys insculpta
Espèce
Synonymes
- Testudo insculpta Le Conte, 1830
- Emys speciosa Gray, 1830
- Emys speciosa levigata Gray, 1831
- Clemmys insculpta (Le Conte, 1830)

Statut de conservation UICN

 EN A2cd+4c : En danger
Statut CITES
Glyptemys insculpta, la Tortue des bois, est une espèce de tortue de la famille des Emydidae, endémique de l'Amérique du Nord. Sa carapace peut atteindre de 14 à 20 cm de long et présente des motifs pyramidaux en relief sur le dessus. Son allure générale est assez semblable à celle de sa cousine la Tortue de Muhlenberg (Glyptemys muhlenbergii) − seule autre membre du genre Glyptemys − ainsi qu'aux proches Clemmys guttata et Emys blandingii.
Cette tortue se rencontre dans une vaste zone couvrant le nord-est de l'Amérique du Nord, allant de la Nouvelle-Écosse au Minnesota d'est en ouest et jusqu'en Virginie au sud. Par le passé sa répartition était beaucoup plus décalée vers le sud à cause des glaciations recouvrant le nord du continent, et des squelettes ont été retrouvés jusqu'en Géorgie. Ce reptile passe la plupart de son temps dans ou près de rivières larges et peu profondes, préférant les eaux claires et les fonds de sable. Il se rencontre également dans les forêts et prairies mais rarement loin d'une eau courante. C'est un animal diurne peu ou pas territorial qui hiberne l'hiver et estive durant les périodes les plus chaudes de l'été.
La Tortue des bois est omnivore et se nourrit à la fois de proies terrestres et aquatiques. Elle peut parcourir en moyenne 108 m par jour ce qui est une assez bonne performance pour une tortue. Elle est la proie potentielle de plusieurs animaux dans son aire de répartition, comme les raton-laveurs très abondants dans cette zone. Les humains sont également responsables de nombreux décès par la destruction de leur habitat, les morts liées aux véhicules, la collecte illégale et la destruction accidentelle par les activités agricoles. En dehors de ces menaces elle peut vivre jusqu'à 40 ans dans la nature et près de 60 ans en captivité.

## Description

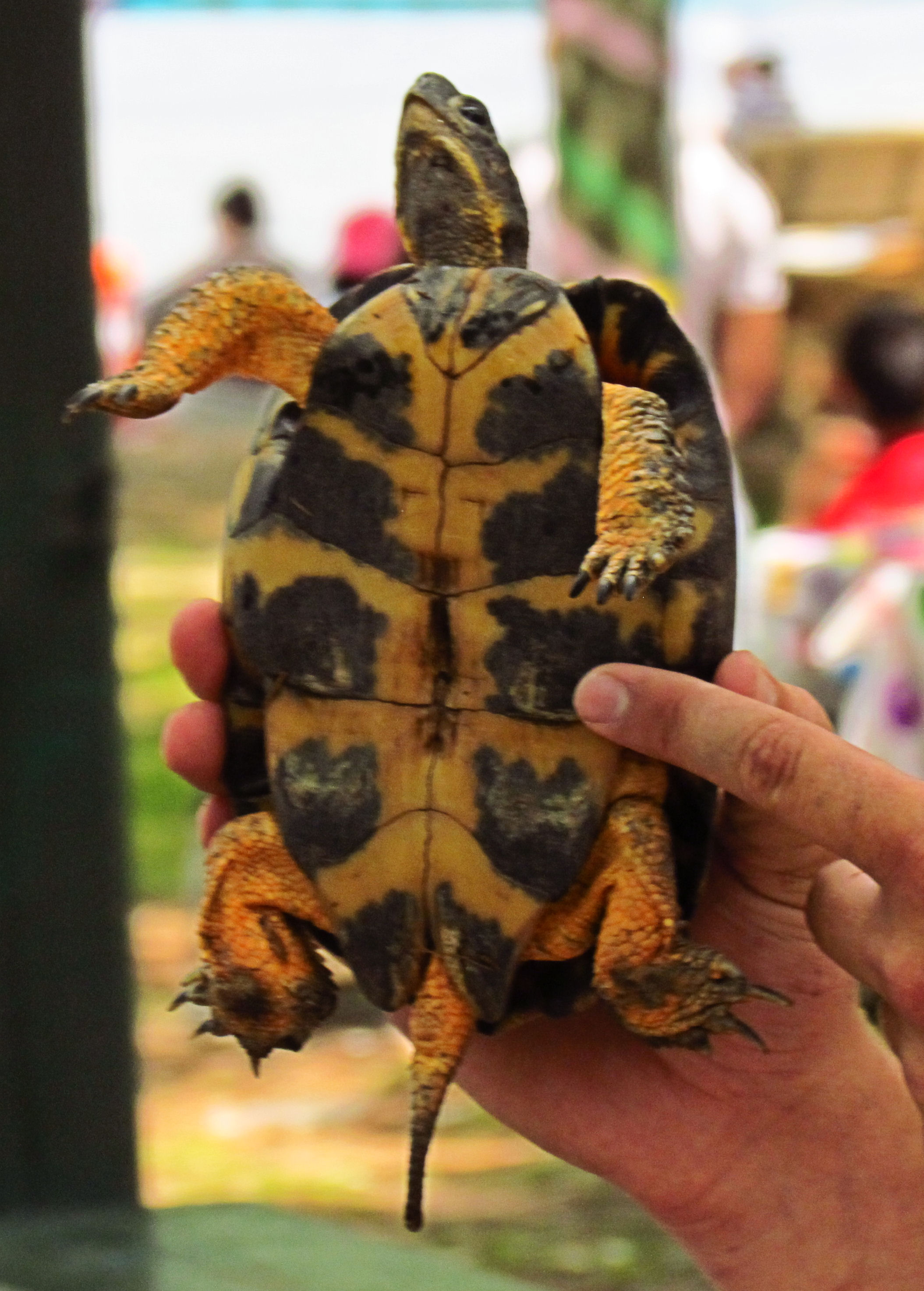
Plastron d'un spécimen adulte

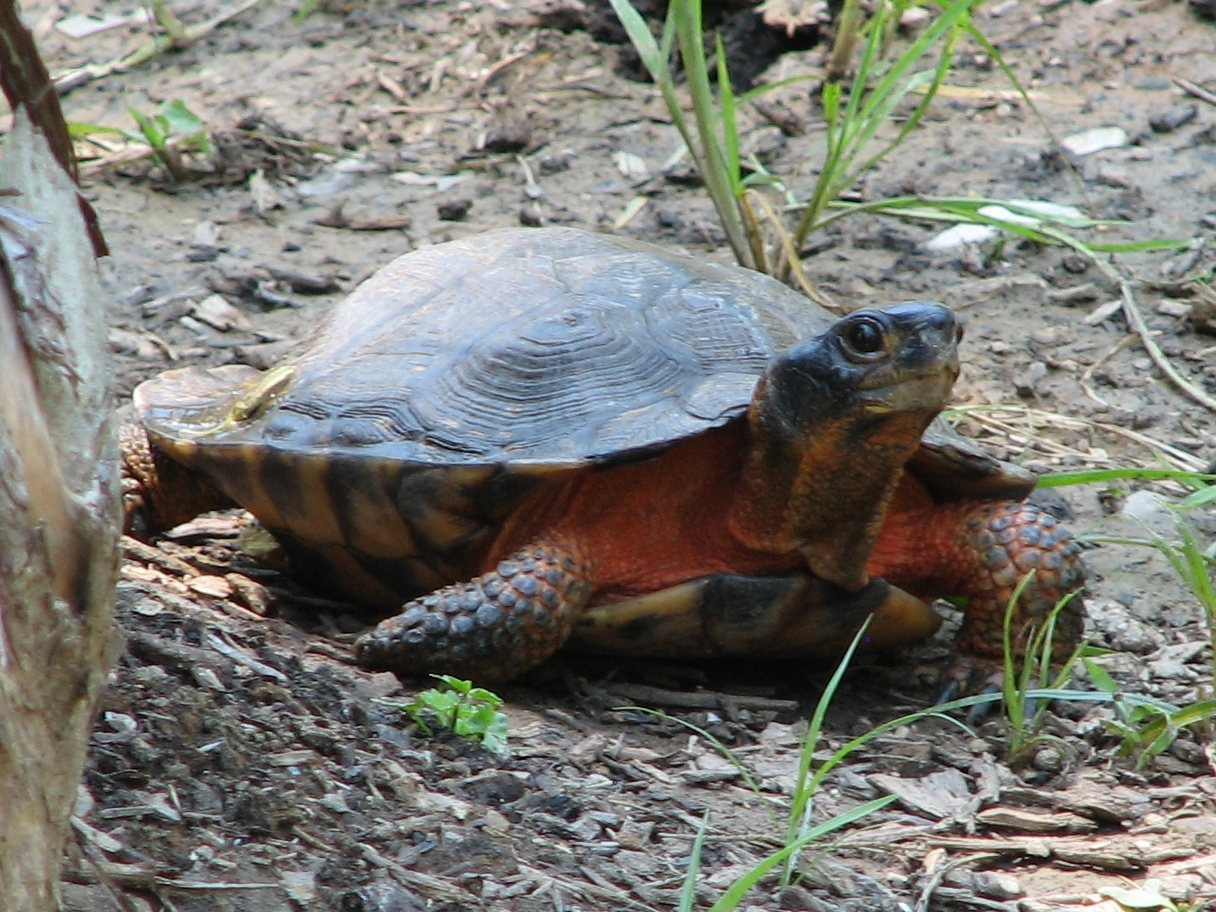
Spécimen adulte

La Tortue des bois atteint de 14 à 20 cm de long pour un maximum de 23,4 cm,. Sa carapace est rugueuse et de couleur brun-grisâtre, beige ou brun, et sa partie supérieure consiste en un motif pyramidal de creux et de nervures, les spécimens les plus âgés présentant généralement une carapace usée et érodée. Adultes elles peuvent peser jusqu'à 1 kg.
Les plus grandes scutelles présentent des lignes noires ou jaunes. Le plastron (la partie ventrale de la carapace) est jaunâtre avec des taches noires, la partie postérieure se terminant par une marque en forme de « V ». La peau visible sur la partie ventrale, le cou, les pattes et la queue est de couleur orange à rouge avec parfois des lignes plus pâles au niveau de la mâchoire. La peau visible au-dessus est généralement gris sombre à noir bien qu'il existe des individus présentant des points jaunes. Ces couleurs peuvent varier en éclat selon les saisons.
Une fois matures les mâles atteignent 23,4 cm et sont plus larges que les femelles, ces dernières atteignant en général 20,4 cm. Les mâles ont également de plus grandes griffes, une tête plus large, un plastron concave, une carapace plus bombée et une queue plus longue. Le plastron des juvéniles et des femelles est plat mais celui des mâles devient concave avec l'âge. La coloration du cou, du menton, et de l'intérieur des jambes est plus éclatante chez les mâles, ces dernières étant généralement jaunâtres.
Les nouveau-nés mesurent entre 2,8 et 3,8 cm (carapace) et leur plastron est gris-sale à brun. Leur queue est généralement de même taille que leur carapace et leur cou et leurs pattes n'ont habituellement pas de couleur vive comme les adultes. De plus, leur carapace est aussi large que longue et est dépourvue de motifs pyramidaux.

### Confusion possible avec d'autres tortues
Les tortues Terrapene carolina et Emys blandingii ont une répartition géographique qui recoupe celle de Glyptemys insculpta et sont assez similaires d'aspect. Toutefois ces deux tortues possèdent un plastron articulé qui leur permet de fermer leur carapace lorsqu'elles se cachent, ce qui n'est pas le cas de pour la Tortue des bois. Malaclemys terrapin présente également une carapace assez proche de celle de la Tortue des bois mais sa peau est grise et elle ne partage pas le même habitat, préférant les eaux saumâtres ou salées. Enfin Clemmys guttata et Glyptemys muhlenbergii sont également assez similaires mais ne présentent pas les sculptures caractéristiques présentes sur la carapace de la Tortue des bois.

## Répartition

Distribution, en Amérique du Nord

La Tortue des bois se rencontre dans une vaste zone couvrant le nord-est de l'Amérique du Nord, allant de la Nouvelle-Écosse au Minnesota d'est en ouest et au nord et jusqu'en Virginie au sud. Ceci concerne en pratique les États suivants :
- au Canada dans le sud-est de l'Ontario, dans le sud du Québec, au Nouveau-Brunswick et en Nouvelle-Écosse ;
- aux États-Unis au Maine, au New Hampshire, au Massachusetts, au Connecticut, dans l'État de New York, en Pennsylvanie, au New Jersey, au Delaware, au Maryland, en Virginie, en Ohio, au Michigan, au Wisconsin, au Minnesota, à Rhode Island, au Vermont, en Virginie-Occidentale et en Iowa[4].

Environ 30 % des individus se trouvent au Canada. Cette tortue forme souvent des populations d'assez petite taille et isolées les unes des autres. Dans la partie nord de sa répartition (Canada) les populations sont d'assez faible densité avec une moyenne de 0,44 individus par hectare, alors que dans le sud de sa répartition cette densité varie entre 6 et 90 individus par hectare. Les populations comprennent souvent plus de femelles que de mâles.
En 2018, le nombre de populations de tortues des bois au Québec était estimé à 119. Cependant, plusieurs de ces populations sont mal documentées. Sans mesures de protection plus strictes, le déclin pourrait se poursuivre pour environ un quart des populations connues. Il reste néanmoins difficile d'évaluer les chances de survie de ces populations à moyen terme .

## Biologie et mœurs

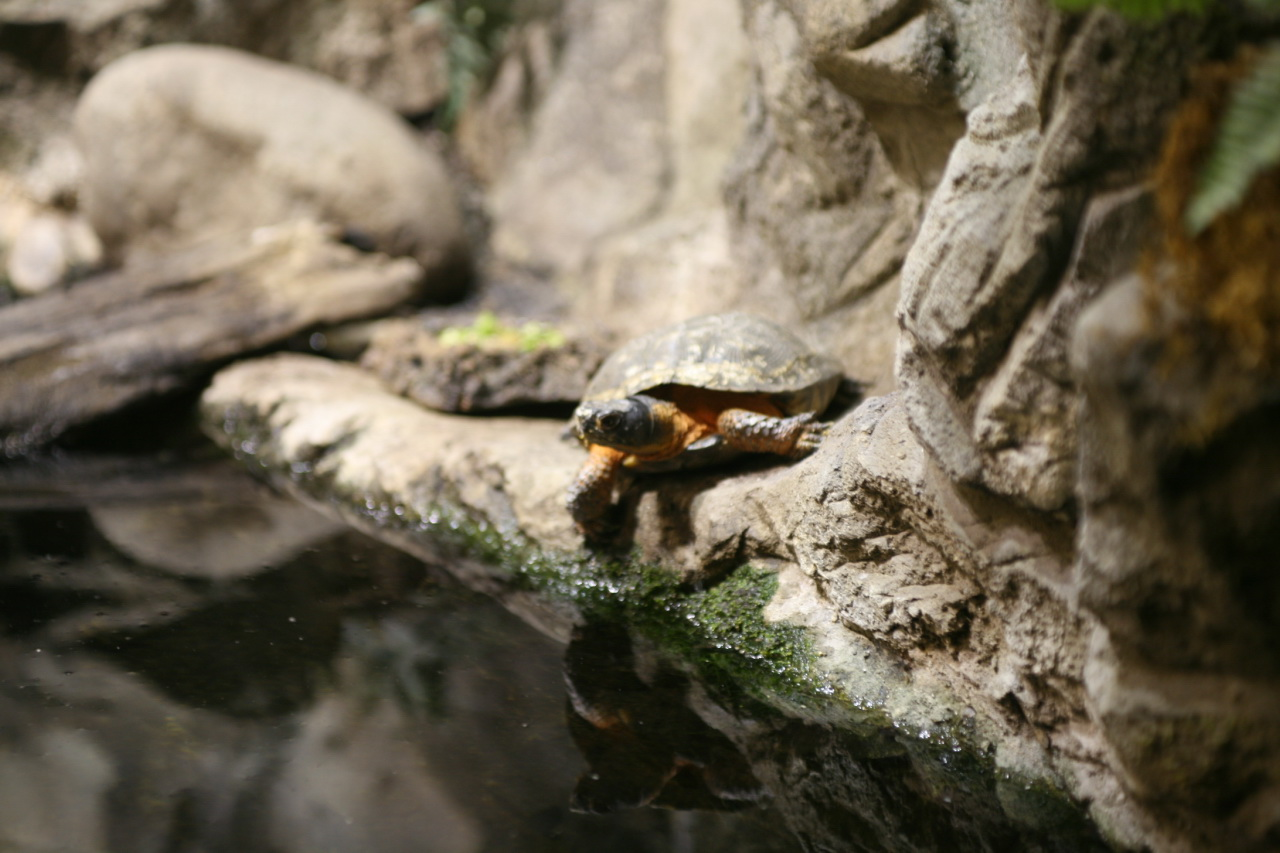
Tortue des bois se préparant à rentrer dans l'eau

Cette espèce peut vivre près de 40 ans dans la nature et approcher 60 ans en captivité.
Au printemps cette espèce est active toute la journée et parcours en général les eaux d'un ruisseau sur plusieurs centaines de mètres, la recherche de nourriture ayant plutôt lieu en début et fin de journée. Régulièrement elle se chauffe au soleil afin d'assurer sa thermorégulation, sa température corporelle pouvant alors monter à 37 °C.

Toutefois lors de très fortes chaleurs de l'été elle estive, en se reposant sous la végétation et autres débris dans des flaques peu profondes. Durant l'été elle va adopter un comportement principalement terrestre. La nuit sa température corporelle chute entre 15 et 20 °C et elle se repose alors généralement dans de petites criques ou à proximité, souvent près de broussailles.

À partir du mois de novembre Glyptemys insculpta limite son activité et entre en hibernation. Elle passe ainsi l'hiver au fond d'une petite rivière, seule ou en grands groupes, en s'enterrant dans la boue. Elle se déplace alors très rarement et est vulnérable aux inondations qui peuvent la surprendre.

Elle sort d'hibernation à partir du mois de mars ou avril, les mâles étant en général plus actifs en cette période que les femelles.
Les mâles sont agressifs, et il existe une hiérarchie, les plus gros et âgés étant les dominants. Les mâles dominés fuient en général, ou sont sujets à des coups tels des morsures, bousculades… Un mâle dominant peut même tenter d'empêcher un mâle plus « faible » de se reproduire, ce qui a donc un impact direct sur la capacité de reproduction. Cela dit bien que la taille soit généralement liée, c'est surtout l'agressivité qui détermine le vainqueur. Ces combats augmentent durant l'automne ainsi qu'au printemps, avec les accouplements.
Cette tortue peut se déplacer relativement rapidement (pour une tortue) avec une vitesse moyenne supérieure à 0,32 k/h, et sur de longues distances. Des études ont par ailleurs montré qu'elle possède un bon sens de l'orientation, équivalent à celui des rats, et elles sont capables de retrouver leur lieu de vie même après avoir été déplacées de 2,4 km.

### Alimentation
Cette tortue est omnivore et consomme des plantes et animaux capturés à la fois sur terre et dans l'eau. Elle se nourrit de coléoptères, de mille-pattes, de limaces, ainsi que de certains champignons tels Amanita muscaria et Leccinum arcolatum, mais aussi de mousses, herbes et également parfois de charognes. Elle trouve sa nourriture en général dans la vase, les buissons et algues.

### Reproduction
Cette espèce de tortue est ovipare. Elle atteint sa maturité tardivement, entre 14 et 18 ans, et a une fécondité faible, mais les adultes ont un taux élevé de survie − ce qui n'est pas le cas des nouveau-nés et des jeunes.
Les mâles, bien qu'agressifs entre eux, ne sont pas territoriaux. La reproduction a lieu principalement au printemps et également en automne, mais peut se produire durant toute la période d'activité, parfois jusqu'en décembre. Les mâles initient généralement une « danse » de séduction, en général au bord d'une rivière. Ils poussent les femelles de façon insistante, pouvant conduire à la fuite de la femelle, que le mâle va alors poursuivre. La cour se poursuit avec des mouvements d'approche et de recul, en étendant la tête, puis des balancements de tête latéraux. Ces parades nuptiales peuvent durer plusieurs heures. Pour l'accouplement le mâle mord la femelle au cou afin de la chevaucher, durant 20 à 30 minutes, et ceci a généralement lieu dans l'eau à faible profondeur même si des accouplements sur la terre ferme peuvent se produire. Une femelle peut être fertilisée par de 1 à 8 mâles durant la saison, et elle peut avoir des petits issus de plusieurs mâles
La ponte liée aux accouplements du printemps a lieu de mai à juillet. Les œufs sont déposés dans un sol meuble, à l'abri des inondations et bien exposé au soleil. La femelle peut parfois parcourir 250 m pour trouver un site adéquat, lequel est souvent partagé par plusieurs femelles. Avant la ponte elle peut préparer plusieurs faux nids. Elle creuse ensuite un trou de petite taille − de 5 à 10 cm de profondeur − et y dépose de 3 à 20 œufs, en moyenne 7, puis les recouvre.

Les œufs, ovoïdes et blancs, mesurent en moyenne 3,7 × 2,36 cm pour un poids de 12,7 g. Les œufs éclosent entre août et octobre, et font environ 3,65 cm de long.
Les petits grandissent vite et mesurent déjà 11,5 cm après 5 ans, et atteignent leur taille adulte (de 16,5 à 17 cm, selon le sexe) vers 16 ans.
Des cas d'hybridations entre cette espèce et Emydoidea blandingii ainsi que Clemmys marmorata sont rapportés.

## Taxinomie
Cette espèce a été décrite en premier par le naturaliste américain John Eatton Le Conte sous le nom de Testudo insculpta en 1830. Bien qu'ensuite placée dans le genre Clemmys est maintenant classée dans le genre Glyptemys car cette tortue et l'autre membre de ce genre, Glyptemys muhlenbergii, partagent des marqueurs génétiques spécifiques et différents du seul membre actuel du genre Clemmys, Clemmys guttata.
Même si aucune sous-espèce n'est reconnue il existe des différences morphologiques selon les zones où on rencontre cette tortue. Les individus vivant à l'ouest de sa répartition présentent des couleurs plus pâles au niveau des pattes et du cou que celles vivant à l'est de cette répartition. Par ailleurs les populations du sud ont une diversité génétique plus faible que les autres.
Par le passé la population de cette tortue s'est déplacée vers le sud à cause de l'extension des glaciers durant les épisodes glaciaires, et des vestiges de populations datant du Rancholabréen ont été trouvés jusqu'en Géorgie et au Tennessee, bien plus au sud que leur répartition actuelle. Lors du recul des glaces Glyptemys insculpta est remontée au nord jusqu'à sa répartition actuelle.

## Menaces
De nombreux animaux sont des prédateurs de la Tortue des bois, ou en tout cas constituent une menace pour elle. C'est le cas des tortues Chelydra, des porcs-épics, des ratons laveurs, des loutres, des renards et des chats, ces espèces pouvant détruire les œufs avant éclosion et s'attaquer aux jeunes. Certains animaux comme les corbeaux ou le coyote ciblent spécifiquement les nids et peuvent détruire l'intégralité d'une ponte. Cette tortue souffre également d'infestations de sangsues.

On note que les populations du nord ont tendance à avoir plus de cicatrices d'attaques que celles du sud.
Malgré une distribution assez étendue le nombre de Tortues des bois diminue. Ceci est en grande partie lié à l'activité humaine qui détruit son habitat, et s'y ajoutent les destructions involontaires liées au trafic routier et aux prélèvements. Les femelles, en recherche de sites de ponte, sont les principales victimes des écrasements par des véhicules. Une solution pourrait venir de la création de tunnels sous les routes pour permettre à cette espèce de se déplacer sans risque.
L'Union internationale pour la conservation de la nature (UICN) classe d'ailleurs cette espèce comme « En danger » (EN) sur sa liste rouge et la Convention sur le commerce international des espèces de faune et de flore sauvages menacées d'extinction (CITES) la place en annexe II pour la réglementation du commerce international.

### Publication originale
- Le Conte, 1830 : Description of the species of North American tortoises. Annals of the Lyceum of Natural History of New York, vol. 3, p. 91-131 (texte intégral).